# Jane Saville
Jane Kara Saville-White, avstralska atletinja, * 5. november 1974, Sydney, Avstralija.
Nastopila je na poletnih olimpijskih igrah v letih 1996, 2000, 2004 in 2008, leta 2004 je dosegla bronasto medaljo mesto v hitri hoji na 20 km. Na igrah Skupnosti narodov je osvojila dve zlati medalji v hitri hoji na 20 km in eno v hitri hoji na 10 km.